# Isla Incahuasi
Cerro Incahuasi är en kulle i Bolivia.   Den ligger i departementet Potosí, i den sydvästra delen av landet, 280 km sydväst om huvudstaden Sucre. Toppen på Cerro Incahuasi är 3 660 meter över havet, eller 1 meter över den omgivande terrängen. Bredden vid basen är 0,19 km.
Terrängen runt Cerro Incahuasi är en högslätt. Trakten runt Cerro Incahuasi är nära nog obefolkad, med mindre än två invånare per kvadratkilometer.. Det finns inga samhällen i närheten.
Trakten runt Cerro Incahuasi är ofruktbar med lite eller ingen växtlighet.